# Temporada 1995-1996 del FC Barcelona
Les dades més destacades de la temporada 1995-1996 del Futbol Club Barcelona són les següents:

## 1996

### Maig
- 17 maig - Josep Lluís Núñez i Joan Gaspart i Solves es reuneixen a Madrid amb el tècnic anglès Bobby Robson i tanquen la seva contractació com a tècnic del FCB per a la propera temporada.
- 18 maig - El vicepresident Joan Gaspart comunica personalment a Johan Cruyff que no continuarà com a entrenador del FCB. La trobada es produeix al vestidor en un ambient tens i no exempt d'insults i acusacions mútues.

## Plantilla
| - Albert Ferrer - Josep Guardiola - Sergi Barjuán - Carles Busquets - Oscar García - Roger García - Lluís Carreras - Toni Velamazán - Guillermo Amor - Miquel Angel Nadal - Albert Celades - José María Bakero |  | - Abelardo Fernández - Julen Lopetegi - Mariano Angoy - Ángel Cuéllar - Iván De la Peña - Gheorghe Hagi - Gheorghe Popescu - Jordi Cruyff - Luís Figo - Meho Kodro - Robert Prosinecki |  | Jugadors del filial: - Francisco Javier García Pimienta - Juan Carlos Moreno - Juanjo Carricondo - Quique Álvarez - Josep Setvalls - Xavi Roca - Francisco Javier Pérez Rufete |

- Entrenador:  Johan Cruyff substituït per  Carles Rexach

## Resultats
| PARTITS |
| --- |
| 3-9-1995 LLIGA VALLADOLID-BARCELONA 0-2 9-9-1995 LLIGA BARCELONA-MERIDA 2-2 17-9-1995 LLIGA ZARAGOZA-BARCELONA 0-3 23-9-1995 LLIGA BARCELONA-RAYO VALLECANO 2-0 30-9-1995 LLIGA REAL MADRID-BARCELONA 1-1 4-10-1995 LLIGA BARCELONA-OVIEDO 4-1 7-10-1995 LLIGA BETIS-BARCELONA 1-5 14-10-1995 LLIGA BARCELONA-ATHLETIC DE BILBAO 4-1 22-10-1995 LLIGA BARCELONA-VALENCIA 1-0 28-10-1995 LLIGA COMPOSTELA-BARCELONA 2-1 5-11-1995 LLIGA BARCELONA-SALAMANCA 4-1 12-11-1995 LLIGA TENERIFE-BARCELONA 1-1 18-11-1995 LLIGA BARCELONA-ALBACETE 3-0 25-11-1995 LLIGA REAL SOCIEDAD-BARCELONA 1-1 2-12-1995 LLIGA BARCELONA-RACING 1-1 9-12-1995 LLIGA ATLETICO DE MADRID-BARCELONA 3-1 16-12-1995 LLIGA BARCELONA-SPORTING 1-0 20-12-1995 LLIGA SEVILLA-BARCELONA 1-0 4-1-1996 LLIGA BARCELONA-ESPANYOL 2-1 7-1-1996 LLIGA CELTA-BARCELONA 1-0 14-1-1996 LLIGA BARCELONA-DEPORTIVO 1-1 21-1-1996 LLIGA BARCELONA-VALLADOLID 1-0 25-1-1996 LLIGA MERIDA-BARCELONA 0-0 28-1-1996 LLIGA BARCELONA-ZARAGOZA 3-1 4-2-1996 LLIGA RAYO VALLECANO-BARCELONA 1-1 10-2-1996 LLIGA BARCELONA-REAL MADRID 3-0 18-2-1996 LLIGA OVIEDO-BARCELONA 1-2 25-2-1996 LLIGA BARCELONA-BETIS 1-0 2-3-1996 LLIGA ATHLETIC-BARCELONA 0-0 9-3-1996 LLIGA VALENCIA-BARCELONA 4-1 16-3-1996 LLIGA BARCELONA-COMPOSTELA 1-0 24-3-1996 LLIGA SALAMANCA-BARCELONA 1-3 27-3-1996 LLIGA BARCELONA-TENERIFE 2-2 30-3-1996 LLIGA ALBACETE-BARCELONA 0-1 6-4-1996 LLIGA BARCELONA-REAL SOCIEDAD 1-0 13-4-1996 LLIGA RACING-BARCELONA 1-1 20-4-1996 LLIGA BARCELONA-AT. MADRID 1-3 28-4-1996 LLIGA SPORTING-BARCELONA 0-3 5-5-1996 LLIGA BARCELONA-SEVILLA 1-1 15-5-1996 LLIGA ESPANYOL-BARCELONA 1-1 19-5-1996 LLIGA BARCELONA-CELTA 3-2 26-5-1996 LLIGA DEPORTIVO-BARCELONA 2-2 10-1-1996 COPA DEL REI HERCULES-BARCELONA 0-0 17-1-1996 COPA DEL REI BARCELONA-HERCULES 4-1 1-2-1996 COPA DEL REI NUMANCIA-BARCELONA 2-2 14-2-1996 COPA DEL REI BARCELONA-NUMANCIA 3-1 22-2-1996 COPA DEL REI BARCELONA-ESPANYOL 1-0 27-2-1996 COPA DEL REI ESPANYOL-BARCELONA 2-3 10-4-1996 COPA DEL REI FINAL BARCELONA-AT. MADRID 0-1 28-8-1995 COPA CATALUNYA TARREGA-BARCELONA 0-4 28-8-1995 COPA CATALUNYA LLEIDA-BARCELONA 0-0 /1-3/ PENALS 13-3-1996 COPA CATALUNYA FINAL BARCELONA-ESPANYOL 1-5 12-9-1995 COPA DE LA UEFA HAPOEL BEER SHEVA-BARCELONA 0-7 26-9-1995 COPA DE LA UEFA BARCELONA-HAPOEL BEER SHEVA 5-0 17-10-1995 COPA DE LA UEFA BARCELONA-VITORIA DE GUIMARAES 3-0 31-10-1995 COPA DE LA UEFA VITORIA GUIMARAES-BARCELONA 0-4 21-11-1995 COPA DE LA UEFA SEVILLA-BARCELONA 1-1 5-12-1995 COPA DE LA UEFA BARCELONA-SEVILLA 3-1 5-3-1996 COPA DE LA UEFA BARCELONA-PSV EINDHOVEN 2-2 19-3-1996 COPA DE LA UEFA PSV EINDHOVEN-BARCELONA 2-3 2-4-1996 COPA DE LA UEFA BAYERN MUNICH-BARCELONA 2-2 16-4-1996COPA DE LA UEFA BARCELONA-BAYERN MUNICH 1-2 28-7-1995 AMISTÓS SV EPE-BARCELONA 0-18 29-7-1995 AMISTÓS BUITENPOST-BARCELONA 1-16 30-7-1995 AMISTÓS FC ZWOLLE-BARCELONA 1-4 1-8-1995 AMISTÓS CAMBUUR LEEWARDEN-BARCELONA 1-1 3-8-1995 AMISTÓS GRONINGEN-BARCELONA 2-2 5-8-1995 AMISTÓS UTRECHT-BARCELONA 3-3 6-8-1995 AMISTÓS AFC AMSTERDAM-BARCELONA 1-4 10-8-1995 TROFEU CIUDAD DE PALMA BARCELONA-VASCO DE GAMA 0-0 /2-4/ PENALS 12-8-1995 TROFEU CIUDAD DE PALMA BETIS-BARCELONA 2-3 16-8-1995 TROFEU CIUDAD DE LA LINEA OLYMPIQUE DE LYON-BARCELONA 2-3 19-8-1995 AMISTÓS FIORENTINA-BARCELONA 2-0 19-8-1995 AMISTÓS VICENZA-BARCELONA 1-2 22-8-1995 TROFEU JOAN GAMPER BARCELONA-CSKA SOFIA 4-0 23-8-1995 TROFEU JOAN GAMPER BARCELONA-SAN LORENZO 5-1 25-8-1995 AMISTÓS SEVILLA-BARCELONA 3-3 28-8-1995 AMISTÓS ALCAMPELL-BARCELONA 0-10 28-8-1995 COPA CATALUNYA BARCELONA-TÀRREGA 4-0 28-8-1995 COPA CATALUNYA LLEIDA-BARCELONA 0-0 13-3-1996 COPA CATALUNYA ESPANYOL-BARCELONA 5-1 |